# Gonnelien Rothenberger
Gonnelien Rothenberger (n. 5 iunie 1969, Weert, Limburg, Țările de Jos) este o sportivă ce a reprezentat Regatul Țărilor de Jos, medaliată olimpică. A participat la o ediție a Jocurilor Olimpice (1996) în care a câștigat o medalie de argint.

## Participări
Lista de mai jos prezintă principalele competiții la care a participat Gonnelien Rothenberger de-a lungul carierei.
- equestrian at the 1996 Summer Olympics – team dressage[*]